# Lobus pandai
Lobus pandai là một loài ruồi trong họ Asilidae. Lobus pandai được Joseph & Parui miêu tả năm 1999. Loài này phân bố ở miền Ấn Độ - Mã Lai.